# Jón Jósep Snæbjörnsson
Pour les articles homonymes, voir Jónsi.
Jón Josep Snæbjörnsson (né le 1er juin 1977 à Akureyri), mieux connu sous le nom de Jónsi, est un chanteur islandais, et ancien membre du groupe Í svörtum fötum jusqu'en 2019. Il participe deux fois au nom de l'Islande au Concours Eurovision de la chanson en 2004 et 2012, ainsi qu'à Söngvakeppni Sjónvarpsins, une émission de télévision, pour choisir la chanson de l'Islande au Concours Eurovision de la chanson avec le morceau Segðu mér.
Jónsi est le surnom de Jón Josep Snæbjörnsson, l'un des chanteurs islandais les plus populaires en 2004 selon un sondage[Lequel ?][réf. nécessaire]. 

## Biographie
Jón Josep Snæbjörnsson est né le 1er juin 1977 à Akureyri, dans le nord de l'Islande. Chantant depuis son plus jeune âge, Jón Josep déménage à Reykjavik en 1997 et décide de tenter une carrière dans la musique. Très vite, il obtient plusieurs occasions en tant que chanteur et en 1998, il rejoint des amis qui avaient formé un groupe et qui recherchaient un chanteur. Le groupe est nommé Í svörtum fötum, et fait ses débuts en 1999. Après avoir sorti le single Nakinn au printemps 2001, ils gagnent une reconnaissance nationale quand la chanson atteint la 2e place des charts islandais[réf. nécessaire].
Pendant l'été 2002, ils travaillent sur la finition de leur deuxième album, Í svörtum fötum, certifié disque d'or, qui obtient de bonnes critiques. Ils continuent à renforcer leur popularité et à écrire en 2003, ayant encore plus de succès avec Tengsl leur troisième album. Jonsi est nommé chanteur de l'année aux Music Awards 2003 islandaises pour sa performance puissante. Il est maintes fois récompensé Chanteur de l'année et meilleur interprète. Pour les deux années suivantes, Jón Josep joue et enregistre avec de nombreux grands noms de l'Islande, et en 2003 il joue le rôle principal de Danny Zuko dans la comédie musicale Grease. Il joue un rôle secondaire dans le film Esprit d'équipe sorti en 2006, aux côtés de Björn Hlynur Haraldsson.
Le 11 février 2012, il est choisi pour représenter l'Islande au Concours Eurovision de la chanson 2012 à Bakou, en Azerbaïdjan avec la chanson Mundu eftir mér rebaptisée Never Forget, en duo avec la chanteuse Greta Salóme. En 2019, Jónsi quitte Í svörtum fötum, et les autres membres formeront un nouveau groupe appelé Nýju fötin kessarans.

### Eurovision
En 2004, le radiodiffuseur public islandais RÚV choisit Jonsi comme représentant de l'Islande au Concours Eurovision de la chanson 2004 organisé le 15 mai à Istanbul. Il y interprète la chanson Heaven, terminant 19e. En 2007, il tente à nouveau de se rendre au Concours Eurovision de la chanson, et participe donc à l'émission Söngvakeppni Sjónvarpsins pour représenter l'Islande avec la chanson Segðu Mér, mais ne parvient pas à remporter le concours. 
Jonsi représente une deuxième fois l'Islande au Concours Eurovision de la chanson 2012 à Bakou, en Azerbaïdjan, dans un duo avec la chanteuse Greta Salóme.

## Discographie

### Albums studio
- 2002 : Í svörtum fötum (avec Í svörtum fötum)

### Singles
- 2001 : Nakinn (avec Í svörtum fötum)

### Solo ou collaborations
- 2004 : Heaven
- 2007 : Segðu Mér
- 2012 : Never Forget avec Greta Salóme)